# Cautiverio filisteo del Arca

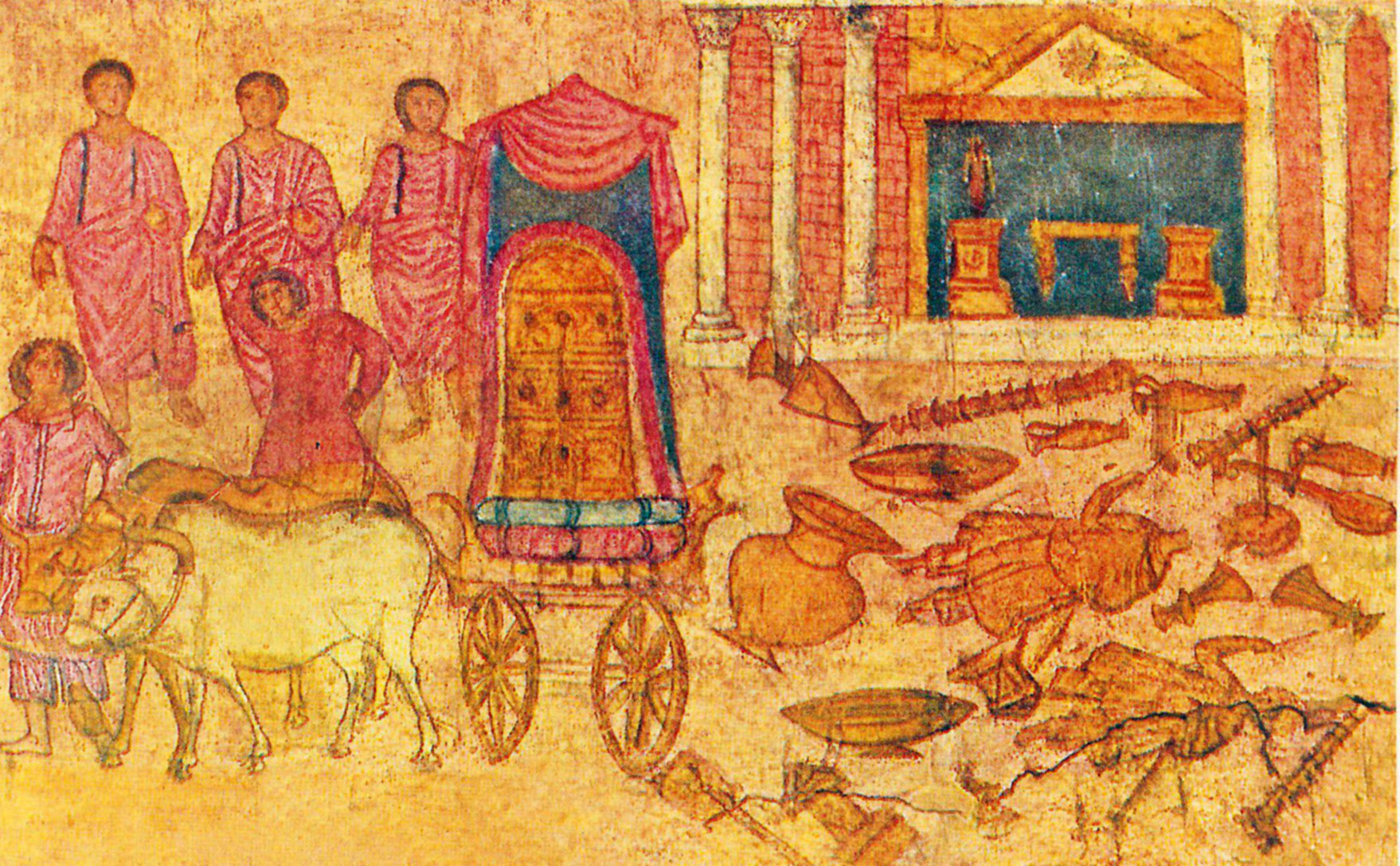
Fresco del cautiverio filisteo del Arca, en la sinagoga de Dura Europos.

El «Cautiverio filisteo del Arca» fue un episodio descrito en la historia bíblica de los israelitas, en el que el Arca de la Alianza estaba en posesión de los filisteos, que la habían capturado tras derrotar a los israelitas en una batalla en un lugar entre Eben Ezer, donde acampaban los israelitas, y Afec (probablemente Antipatris), donde acamparon los filisteos.
La narrativa del arca no incluye ninguna mención de Samuel; Bill Arnold sugiere que es «para celebrar el poder del arca de Yahvé». Muchos estudiosos relacionan 1 Samuel 4-6 con 2 Samuel 6 y creen que refleja una fuente antigua que finalmente se incorporó a la Historia del ascenso de David o a la posterior Historia deuteronómica 
Según 1 Samuel-1 Samuel 4, antes de la batalla, el Arca había estado en el antiguo santuario de Siló, pero los israelitas la sacaron con la esperanza de ganar la guerra. Los israelitas sufrieron una gran derrota; Ofni y Finés, hijos del Sumo sacerdote Eli, fueron asesinados y el arca fue capturada. La noticia de la captura del arca fue tal conmoción para Eli que se cayó de la silla y murió, mientras que la esposa de Fineas murió al dar a luz al oír la noticia, dando a luz a Icabod, cuyo nombre significa «¿Dónde está la gloria?» Robert Alter sostiene que 1 Samuel 4:22 debería traducirse como «La gloria es exiliada de Israel», y que la historia del cautiverio filisteo del arca es una de exilio. Peter Leithar sugiere que Israel merecía ir al exilio, pero el arca lo hizo en su lugar: «Yahvé se exilió, asumiendo la maldición del pacto por su pueblo, y mientras estuvo en el exilio luchó por ellos y derrotó a los dioses de Filistea».

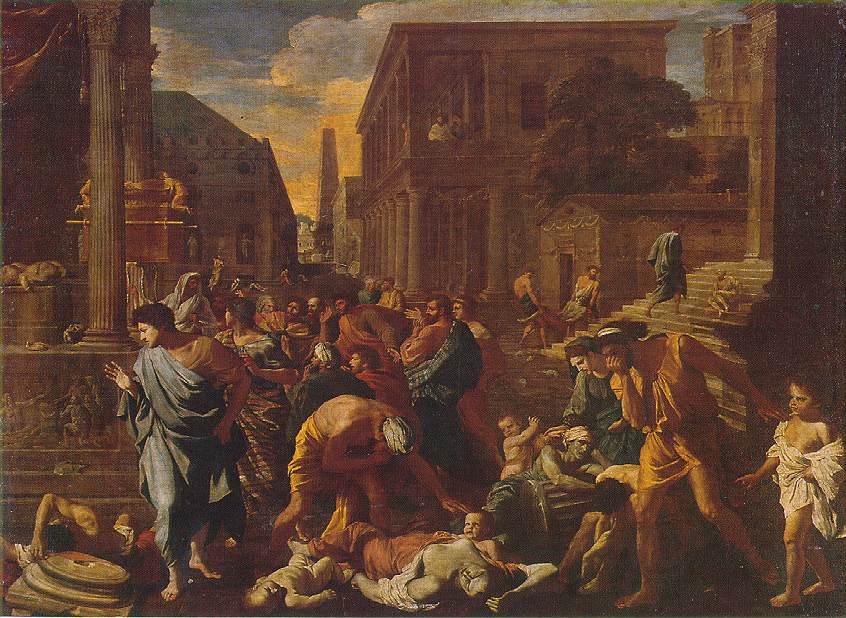
Nicolas Poussin, La plaga de Asdod.

1 Samuel 5 y 6 describen a los filisteos como personas que tuvieron que trasladar el Arca a varias partes de su territorio, ya que tumores o hemorroides afligían a la gente en cada ciudad a la que se llevaba: Asdod, luego Gat, luego Ecrón. La Septuaginta añade que «los ratones surgieron en medio de su país». Otras traducciones utilizan las palabras «ratas» o «roedores» y las investigaciones recientes sugieren que pudo tratarse de la peste bubónica. Stirrup señala que la «severidad de los castigos aumenta a lo largo del pasaje»: tumores en Asdod (vv. 6-8), tumores extensos y pánico en Gat, que se había ofrecido voluntaria para acoger el Arca (vv. 9, 10a), y tumores en los que no morían y pánico mortal en Ecrón, que se había «ofrecido voluntaria» para acoger el Arca (vv. 10b-12). El texto atribuye explícitamente la plaga a la «mano de Yahvé» (1 Samuel 5:6).
En Asdod, cuando el Arca fue colocada en el templo de Dagon, la estatua de Dagon fue encontrada postrada frente al Arca a la mañana siguiente; después de que la estatua de Dagon fuera devuelta a su lugar, fue encontrada de nuevo postrada a la mañana siguiente, y esta vez su cabeza y sus manos también habían sido rotas.
Leithart establece una serie de paralelismos entre el cautiverio filisteo del Arca y las Plagas de Egipto en el Libro del Éxodo. El arca trae plagas, humilla a los dioses de los filisteos y regresa llena de tesoros. (ref. Peter Leithart, A Son to Me, 57). De hecho, los adivinos filisteos se refieren a los acontecimientos del Éxodo en 1 Samuel 6:6. Siguiendo el consejo de estos adivinos sobre cómo poner fin a las plagas, los filisteos hicieron una ofrenda de cinco tumores y cinco ratones de oro (que representan a los cinco gobernantes filisteos). Luego colocaron el oro junto con el arca en un carro tirado por dos vacas lecheras, que se dirigen directamente a Israel y no vacilan. El arca se detiene en Beit Shemesh antes de encontrar un hogar más permanente en Quiriat-Jearim.